# Konstantin Jurjewitsch Noskow

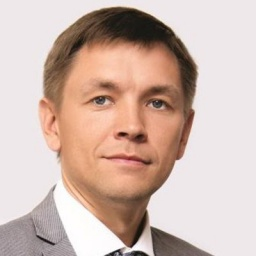
Konstantin Noskow (2018)

Konstantin Jurjewitsch Noskow (russisch Константин Юрьевич Носков; * 26. September 1978 in Oktjabrski, Oblast Archangelsk, Sowjetunion) ist ein russischer Politiker. Von 2018 bis 2020 war er Minister für digitale Entwicklung, Kommunikation und Medien der Russischen Föderation im Kabinett Medwedew II. Er bekleidet den Rang eines Wirklichen Staatsrats 1. Klasse der Russischen Föderation.

## Leben
Noskow absolvierte im Jahr 2000 die Moskauer Staatliche Akademie für Gerätebau und Informatik als Spezialist für „automatisierte Systeme der Informationsverarbeitung und -steuerung“. 2001 schloss er außerdem die Wirtschaftshochschule Moskau in der Spezialisierungsrichtung „Strategisches Management“ ab. Von 2000 bis 2001 arbeitete er als Wirtschaftsanalytiker für ein Programmformat des Fernsehsenders NTW. Von 2001 bis 2008 war er für das Ministerium für wirtschaftliche Entwicklung und Handel der Russischen Föderation tätig. Zuerst arbeitete er als Abteilungsleiter im Bereich Wirtschaftsentwicklungsprogramme und Zusammenarbeit mit internationalen Finanzorganisationen, anschließend ab 2004 als stellvertretender Bereichsdirektor für sozial-ökonomische Reformen und als stellvertretender Bereichsdirektor für Budgetierung.
Von 2008 bis 2011 arbeitete er im Regierungsapparat der Russischen Föderation. Ab 2008 war er stellvertretender Bereichsdirektor der staatlichen Verwaltung, regionale Entwicklung und lokale Selbstverwaltung. Anschließend arbeitete er von 2009 bis 2011 als Bereichsdirektor für Informationstechnologien und Kommunikation. 2009 war er Teil der Top 100 Management-Reserve unter Schirmherrschaft des Präsidenten der Russischen Föderation. Am 30. November 2012 wurde er zum Leiter des Analysezentrums bei der Regierung der Russischen Föderation ernannt, dessen Aufgabe die operative informationsanalytische Unterstützung des Ministerkabinetts in Fragen Finanzen, Industriepolitik, Energetik, Landwirtschaft, Verkehr, strategische Planung, regionale Entwicklung, Bildung, Gesundheitswesen, Informationstechnologien u. a. ist. Am 18. Mai 2018 schlug Ministerpräsident Medwedjew vor, Noskow zum Minister für digitale Entwicklung, Kommunikation und Medien zu ernennen. Am selben Tag erließ Präsident Putin einen entsprechenden Erlass.
Noskow ist Mitglied des Direktionsrates der Aktiengesellschaft „TransTelekom“. Es ist Mitbegründer verschiedener autonomer nichtkommerzieller Organisationen.
Er ist verheiratet und Vater von drei Töchtern.